# Barão de Monte Alto
Barão de Monte Alto là một đô thị thuộc bang Minas Gerais, Brasil. Đô thị này có diện tích 199,105 km², dân số năm 2007 là 5656 người, mật độ 31,4 người/km².